# Alice Babs Jazzstipendium
Alice Babs Jazzstipendium var ett stipendium som instiftades av Rikskonserter och SAMI 2004 för att stödja och uppmuntra unga jazzmusiker.
Stipendiet, som ej är sökbart, har varit på 50 000 kronor. 2024 års pristagare mottog 40 000 kronor.
Stipendiet, som delades ut årligen mellan 2004 och 2016, gick till unga musiker och artister som vill bedriva musikstudier eller göra studieresor i Sverige eller utomlands i syfte att utveckla sin egen musikaliska originalitet inom jazzgenren. Det kunde också användas till att stödja vetenskaplig forskning inom jazzområdet.
Stiftare är Rikskonserter, Riksförbundet Svensk Jazz, Stiftelsen Carpe Vitam, Kungliga Musikhögskolan i Stockholm, Musikhögskolan Ingesund, Mera Jazz i Sverige och Musik i Syd. I stipendienämnden sitter också en representant för familjen Sjöblom. Stiftelsen förvaltas av Kungliga Musikaliska Akademien.
Stipendiet delades ut för sista gången 2024, i enlighet med familjen Sjöbloms önskan.

## Stipendiater
- 2004 – Karin Hammar, trombon
- 2005 – Torbjörn Zetterberg, bas
- 2006 – Klas Lindquist, saxofon
- 2007 – Jon Fält, trummor
- 2008 – Jonas Kullhammar, saxofon
- 2009 – Kristin Amparo, sång
- 2010 – Erik Söderlind, gitarr
- 2011 – Erik Lindeborg, piano
- 2012 – Filip Jers, munspel
- 2013 – Naoko Sakata, piano
- 2014 – Lisa Bodelius, saxofon
- 2015 – Linnea Henriksson, sång
- 2016 – Mai Agan, elbas
- 2024 – Margareta Bengtson, sång

Källa: